# 豹魴鮄屬
豹魴鮄屬，又名飛角魚屬，为輻鰭魚綱鮋形目飛角魚亞目飛角魚科的一属鱼类。

## 下属物种
- 吉氏豹魴鮄（Dactyloptena gilberti）：又稱吉氏飛角魚。
- 大棘豹魴鮄（Dactyloptena macropterus）：又稱大棘飛角魚。
- 東方豹魴鮄（Dactyloptena orientalis）：又稱東方魴鮄、東方飛角魚。
- 帕彼氏豹魴鮄（Dactyloptena papilio）：又稱帕彼氏飛角魚。
- 皮氏豹魴鮄（Dactyloptena peterseni）：又稱單棘魴鮄、皮氏飛角魚。
- 蒂氏豹魴鮄（Dactyloptena tiltoni）：又稱蒂氏飛角魚。
- 大西洋豹魴鮄（Dactyloptena volians）